# Weisz Miksa
Weisz Miksa (Pest, 1872. október 22. – Budapest, 1931. július 13.) magyar–zsidó hittudós, rabbi, egyetemi tanár.

## Élete
Weisz József talmudista és Hübsch Jozefin fia. Az ortodox hitközség elemi iskolájának tanulója volt. Középiskolai tanulmányait a Budapesti Református Főgimnáziumban és az Országos Rabbiképző Intézetben végezte. 1894-ben tett doktori szigorlatot.
Vallástanári működése a középiskolai hitoktatásban új, virágzó korszakot jelöl. A hitközség Talmud-Tóra intézetében együtt tanított Bacher Vilmossal és Schön Dáviddal. Ez utóbbi lemondása után átvette a vallástanárok szakosztályának vezetését, majd éveken át betöltötte elnöki ügykörét. Újjászervezte az ifjúsági istentiszteleteket. Megszervezte a hitközség könyvtárát, átvette a Bacher-könyvtár és Kohn Sámuel könyvtárának gondozását. Az MTA megbízásából rendezte és kezelte Kaufmann Dávid könyvtárát. Eközben egymásután jelentek meg tudományos művei és tankönyvei. Felkutatta a vallástudomány, a liturgia, a történelem és a kultúrhistória ismeretlen területeit. Tanulmányai, cikkei és bírálatai a magyar és külföldi folyóiratokban jelentek meg. Munkatársa volt a Jewish Encyclopaedienek. 1909-ben az első fővárosi templomkörzet rabbijává választotta a hitközség. Majd a középiskolai vallásoktatás szakfelügyelője, az Országos Rabbi Egyesület alelnöke, a pesti rabbiság, az Izraelita Magyar Irodalmi Társulat választmányának stb. tagja lett. A Rabbiszeminárium Bacher Vilmos tanszékére hívta meg, utóbb Venetianer Lajos megüresedett katedráját vette át, és utána a hitvédelem, a praktikus teológia, a vallástan, a héber gyakorlatok és a héber beszéd tárgyaiban oktatta a szeminárium hallgatóit.
Az Aréna úti templom rabbija volt. 
Házastársa Kreutzer Paula volt, Kreutzer Mór és Rosenberg Róza lánya, akit 1902. június 22-én Budapesten, a Terézvárosban vett nőül.
Fiai Weisz Mór Gyula (1903–1939) magántisztviselő és Weisz Dezső (1906–?) 

## Önállóan megjelent nagyobb művei
- A Machzor Vitry szerkesztése és szerzője. Bölcsészetdoktori értekezés. (8-r. 40 l.) Budapest, 1895.
- Izrael története. A honfoglalástól a birodalom bukásáig. A VI. községkerület tanterve nyomán. Iskolai használatra. (8-r. 80 l.) Budapest, 1902.
- Izrael története a honfoglalástól a birodalom bukásáig, 1904.
- Kis Biblia. Bibliai történet a honfoglalásig. A VI. községkerület tanterve nyomán. Iskolai használatra. 2 kiad. (8-r. 91. 1 l.) Budapest, 1905.
- Rapoport S. J. L. levelei Samuel Dalla Vota mantuai orvoshoz. (8-r. 15 l.) Budapest, 1906.
- Bibliai olvasmányok. I. rész. A Tóra öt könyve. Héber szemelvényekkel, vallástani és nyelvi magyarázatokkal, számos képpel és Izrael pusztai vándorlásának héber-magyar térképével. A közép-, polgári és felsőbb leányiskolák I. osztálya számára. (8-r. 228 l.) Budapest, 1906.
- Néhai dr. Kaufmann Dávid tanár könyvtárának héber kéziratai és könyvei. (8-r. IV. 199. 80 l.) Budapest 1906.
- Katalog der hebräischen Handschriften und Bücher in der Bibliothek des Prof. dr. D. Kaufmann S. A., Frankfurt a. M., 1906.
- Bibliai olvasmányok. II. rész. A szentírás történeti könyvei a honfoglalástól a babiloni fogságig terjedő korszakból. A közép-, polgári- és felső leányiskolák II. osztálya számára. (8-r. 216 l.) Budapest, 1907.
- Bloch Mózes. Különny. a „Szombat”-ból. (8-r. 13 l.) Budapest, 1910.
- Gyászbeszéd Hofbauer Jakab ravatala fölött, 1914.
- Sírkőleleplezési beszéd. Néhai dr. Wellesz Gyuzla óbudai főrabbi sírján 1915. okt. 3-án elmondta: –. Budapest, 1915.
- Etika a talmudban (Hevesi Simonnal és Blau Lajossal együtt, Budapest Imit., 1920.
- Zsidó Etika, Budapest, 1923.
- Geniza Fragmente der Bibliothek D. Kaufmann S. A. im Besitze der ung. Akademie der Wissenschaften. I., Budapest, 1924. (V. ö. Zsoldos Jenő, Harminc év Isten szolgálatában) 1895-1925. W. M. tudományos működésének 30. évfordulója alkalmából.

## Egyéb irodalom
- A magyar társadalom lexikonja. A Magyar Társadalom Lexikona Kiadóvállalat, Budapest, 1930.